# Almansa
Almansa é um município da Espanha na província de Albacete, comunidade autónoma de Castela-Mancha. Tem 531,91 km² de área e em 2021 tinha 24 388 habitantes (densidade: 45,8 hab./km²).

## Toponímia
O nome da cidade deriva do termo árabe المنصف (al-Mansaf) que significa na metade do caminho, possivelmente refere-se à parte da Via Augusta (no Império Romano) que se iniciava provavelmente em La Font de la Figuera com destino a Gades (Cádis), passando por Saltigi (Chinchilla de Monte-Aragón).

## História
Em 1241, quando a pressão cristã fez dissipar a fronteira muçulmana, Almansa foi ocupada por Castela. Sua posição privilegiada nos canais de comunicação com o Levante e sua localização estratégica na fronteira com Aragão levaram o rei Afonso X de Castela a reforçar o povoamento da vila, o que lhe conferiu os privilégios de Requena, Cuenca e Alicante, estendidos com outros privilégios complementares. O Infante D. Manuel de Castela  colocou sob o senhorio do marquês de Vilhena um extenso território, no qual a vila de Almansa foi integrada. O marquesado tornou-se rico para a coroa nas mãos dos sucessivos senhores de Vilhena, os quais tentaram tornar-se um estado autônomo entre os reinos de Castela e Aragão. Para alcançar a unidade entre os municípios, foram implementados acordos de cooperação que levaram ao renascimento agrícola e pecuária da aldeia e que, juntamente com o crescente comércio, foi incentivado, resultando no aparecimento de importantes feiras em Almansa.

## Batalha de Almansa
A batalha de Almansa aconteceu em 25 de abril de 1707 nas proximidades do porto de Albacete. A batalha ocorreu entre os partidários do rei Filipe V de Bourbon e os seguidores do arquiduque Carlos da Áustria. Os primeiros, ou tropas bourbônicas, foram comandados pelo duque de Berwick e os segundos, o austracistas, foram dirigidos pelos generais Galway e Das Minas. Esta batalha foi inserida no âmbito da Guerra de Sucessão ao trono da Espanha, produzida após a vaga que deixou a morte do rei Carlos II, o Enfeitiçado. A ausência de um herdeiro direto ao trono da Espanha levantou às ambições dos monarcas europeus. O testamento régio outorgava o trono a Felipe de Anjou, neto do poderoso monarca francês Luís XIV. No exterior, países como Holanda, Inglaterra e Portugal viram com maus olhos este aumento de poder indireto do monarca francês e desataram os trovões da guerra contra Luís XIV e seu neto Filipe de Anjou. No interior, rapidamente a correlação de forças mudou bruscamente e foram criados dois grupos claramente definidos e enfrentados. Uns apoiaram o Arquiduque Carlos, alegando direitos dinásticos e, outros, o monarca bourbon Filipe V.

## Geografia
Do ponto de vista geográfico, Almansa está dentro de Levante, na área de encontro das cadeias de montanhas Ibéricas e Bética, que levaram a uma planície localizada a cerca de 700 metros, com montanhas que ligam os corredores de acesso para o planalto e o Corredor Levante, formando o largo onde está localizada a cidade. É considerado um dos 17 passos naturais da Península Ibérica.
A extensa área de Almansa forma um conjunto de montanhas que a liga até Valência. Há uma outra cadeia de montanhas ao sul, na fronteira com as termas de Caudete e Yecla: Serra Oliva ou Santa Barbara. As fronteiras da cidade são com os municípios de: Ayora, Enguera, Fuente de la Higuera, Villena, Caudete, Yecla, Montealegre del Castillo, Bonnet e Alpera.
Esta situação geográfica especial levou à prestação de uma grande infraestrutura de comunicações que tornou a cidade como um local estratégico de comunicação continental em direção ao leste. Por tal característica, Almansa exerce influência econômica no Levante, forjando o caráter único da cidade e diferenciando-o do resto da região Castilla La Mancha.

## Economia
A indústria tradicional de Almansa é a fabricação de sapatos masculinos de alta qualidade para exportação, herdados da fábrica Coloma Calçado (que foi fundado em meados do século XIX), sendo uma referência a nível nacional. Tanto é assim que, em 1913, Almansa tornou-se o segundo maior produtor de calçado em Espanha apenas ultrapassado por Barcelona. Existem atualmente várias empresas do setor de renome nacional e internacional, o principal mercado é os Estados Unidos.
Desde o início do século XXI a indústria do calçado entrou em declínio, aumentando significativamente o desemprego no município, juntamente com o encerramento de outras empresas em diferentes sectores. O número de desempregados inscritos no Serviço Público Estadual de Emprego (INEM de idade) foi de 2 324 pessoas a 31 de julho de 2017. Este valor representa uma percentagem da força de trabalho bem acima da média nacional município.
Almansa e sua região têm excelentes vinhas pertencentes à denominação de origem Almansa.

## Principais pontos turísticos
O principal ponto turístico da cidade é o castelo do século XII e XIII
Outros pontos de interesse são:
- Igreja da Assunção (séculos XVI a XIX)
- Palácio dos Condes de Cirat (século XVI), hoje prefeitura da cidade
- Igreja do Convento de Santo Agostinho (século XVIII)
- Convento de São Francisco (século XVII)
- Torre do Relógio (século XVIII)
- Pântano de Almansa: represa mais antiga da Europa, com obras que se iniciaram em 1578, fica à distância de 8 km do centro da cidade

## Principais cidades da Espanha e distância até Almansa
| Cidade     | #  | População | km   | milhas |
| ---------- | -- | --------- | ---- | ------ |
| Madrid     | 1  | 3102644   | 280  | 174    |
| Barcelona  | 2  | 1570378   | 396  | 246    |
| Valencia   | 3  | 769897    | 92   | 57     |
| Sevilla    | 4  | 686647    | 457  | 284    |
| Zaragoza   | 5  | 635509    | 309  | 192    |
| Málaga     | 6  | 557875    | 378  | 235    |
| Murcia     | 7  | 410364    | 98   | 61     |
| Palma      | 8  | 378884    | 333  | 207    |
| Las Palmas | 9  | 365418    | 1785 | 1109   |
| Bilbao     | 10 | 349270    | 512  | 318    |

## Demografia
| 1900   | 1910   | 1920   | 1930   | 1940   | 1950   | 1960   | 1970   | 1981   | 1991   | 1996   | 2001   | 2005   | 2009   | 2015   | 2016   |
| ------ | ------ | ------ | ------ | ------ | ------ | ------ | ------ | ------ | ------ | ------ | ------ | ------ | ------ | ------ | ------ |
| 11.180 | 11.887 | 12.589 | 14.630 | 16.025 | 15.990 | 15.391 | 16.965 | 20.331 | 22.599 | 23.507 | 23.531 | 24.974 | 25.727 | 24.837 | 24.800 |